# Highgrove (Kalifornija)
Highgrove je naseljeno područje za statističke svrhe u američkoj saveznoj državi Kalifornija. Prema popisu stanovništva iz 2010. u njemu je živjelo 3.988 stanovnika.